# 阿拉曼山脈
72°5′S 163°30′E / 72.083°S 163.500°E
阿拉曼山脈（英語：Alamein Range）是南極洲的山脈，位於維多利亞地，是弗賴貝格山脈的一部分，處於坎漢冰川以西，該山脈由新西蘭探險隊命名，現時受南極條約體系管理。